# Шумовка
Шумо́вка (пол. szumówka к szumować ‘снимать пену’ от szum ‘пена’; ср.-в.-нем. schaum ‘пена’) — кухонная принадлежность в виде большой плоской ложки со множеством мелких отверстий в черпале для слива жидкости. Изготавливается чаще всего из металла или пластмассы.

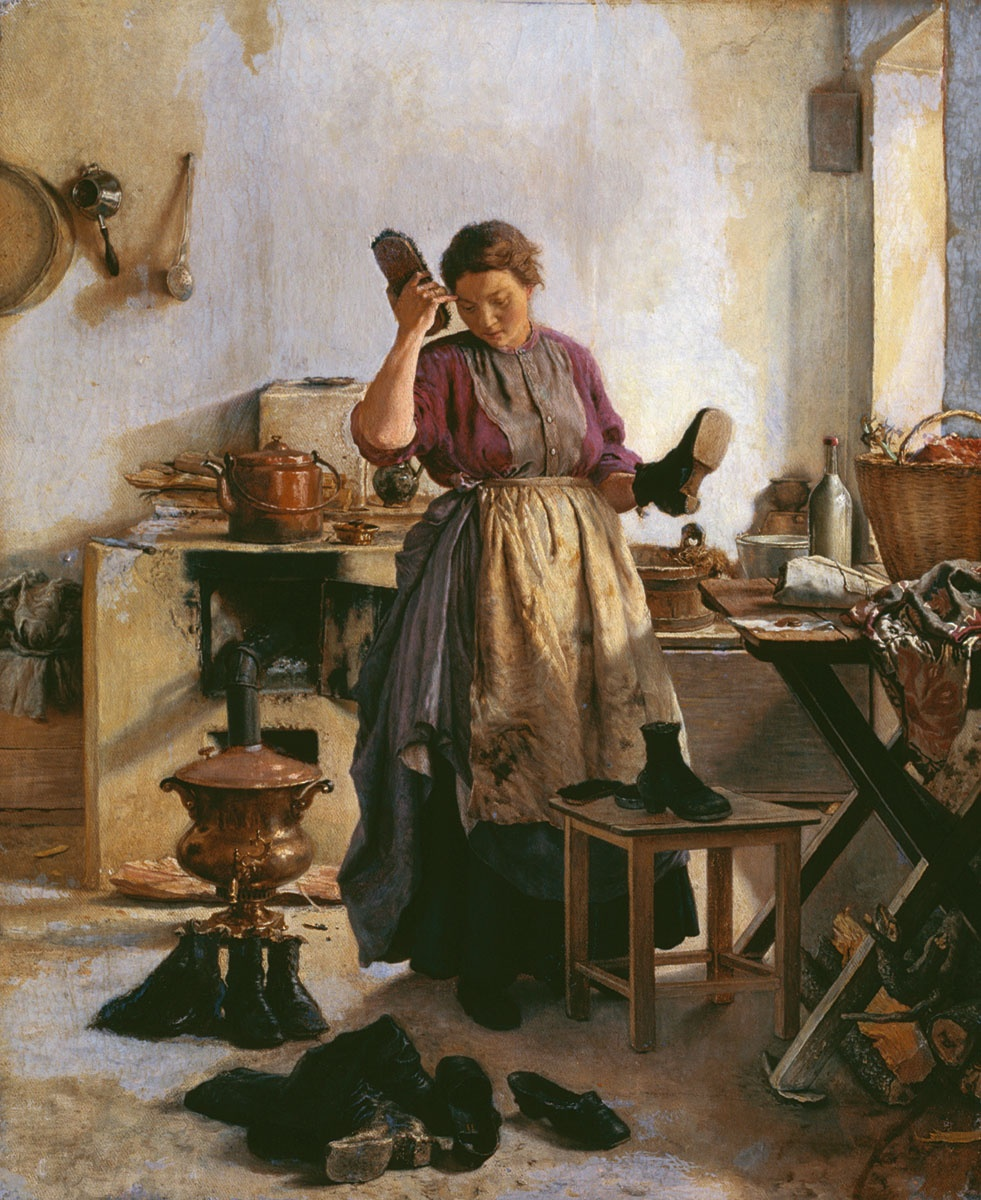
Утро на кухне (Кухарка).
Андрей Попов, 1863

В основном используется для снятия пены, перемешивания блюда во время его готовки, выемки частей блюда.